# Edificio Seguros Tequendama
El Edificio Seguros Tequendama es un rascacielos de oficinas ubicado en la ciudad de Bogotá, la capital de Colombia. Fue diseñado en estilo moderno, mide 121 metros de altura y tiene 38 pisos. Fue construido en 1970 en la intersección de la Carrera 7 con la Avenida Eldorado. Es el 17° edificio más alto de la ciudad.

## Sitio
La torre se encuentra en el costado Oriental de la tradicional Carrera 7 en el barrio San Diego, en el centro de Bogotá. En sus inmediaciones se encuentran el Planetario Distrital, el Parque de la Independencia, la Plaza de Toros de Santamaría y la iglesia de San Diego. En sus alrededores están el Centro Internacional, la escultura La Rebeca, el Hotel Tequendama, la Torre Colpatria y las Torres del Parque.

## Galería

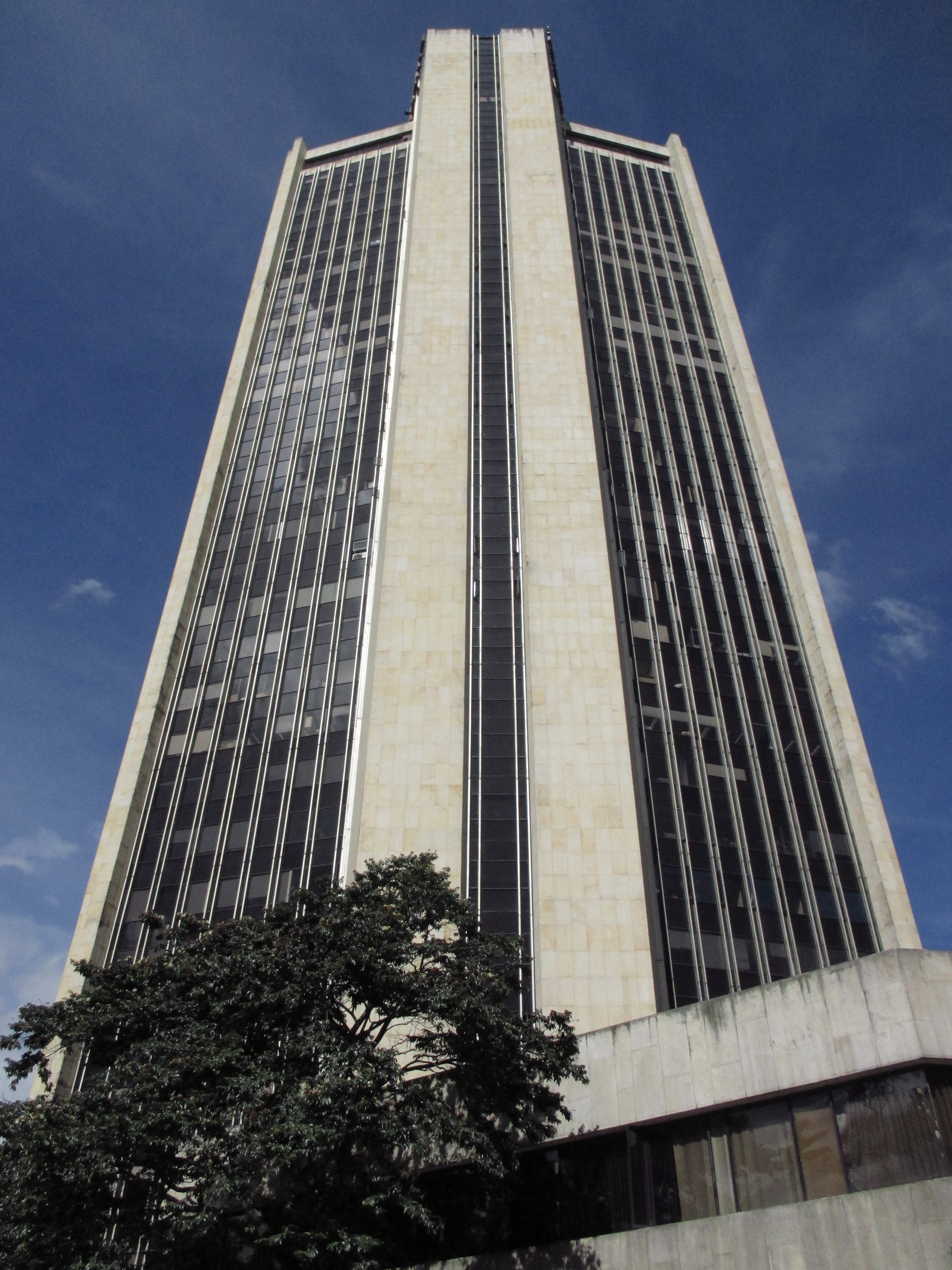
Costado oriental
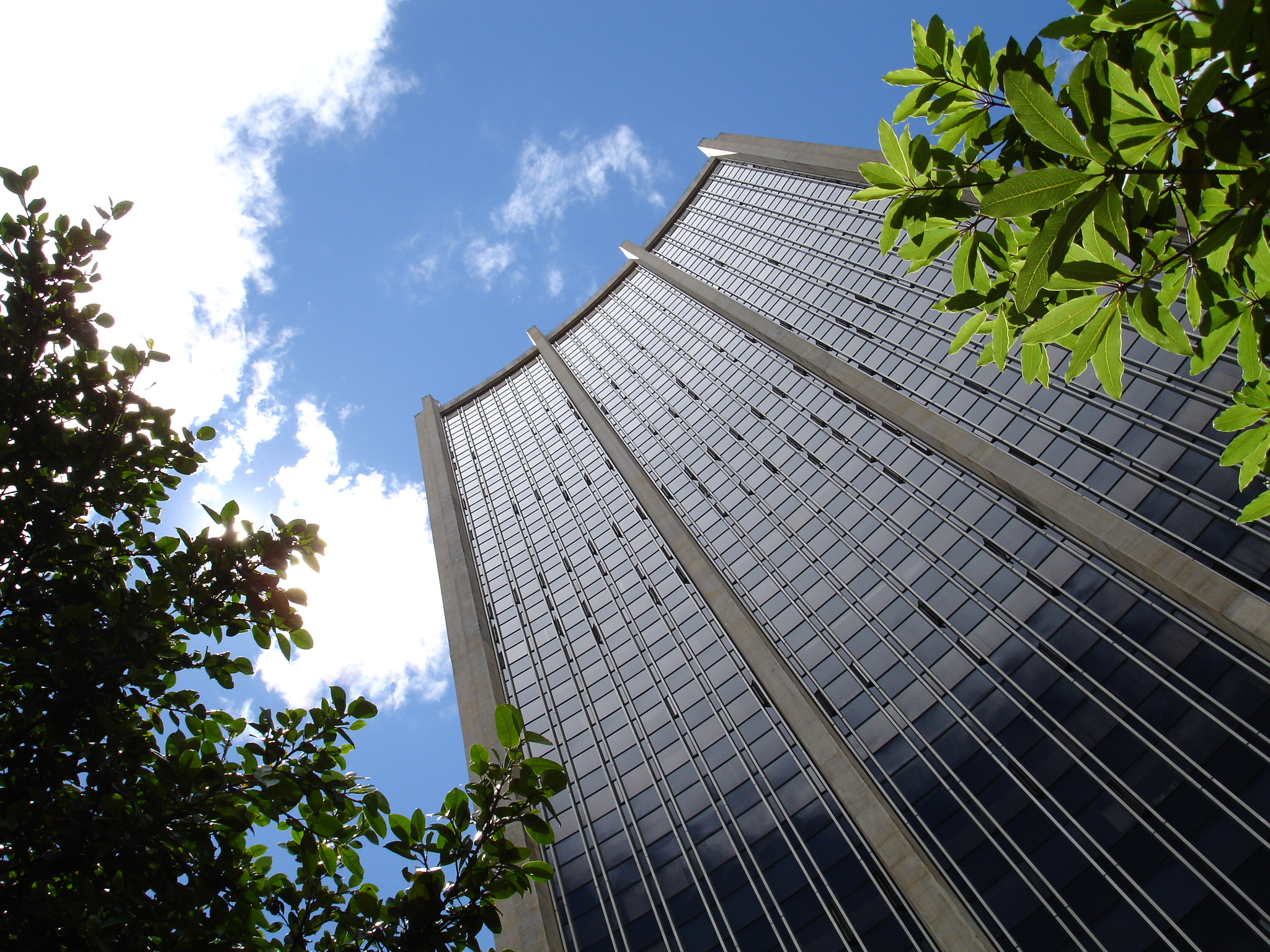
Fachada occidental sobre la carrera 7
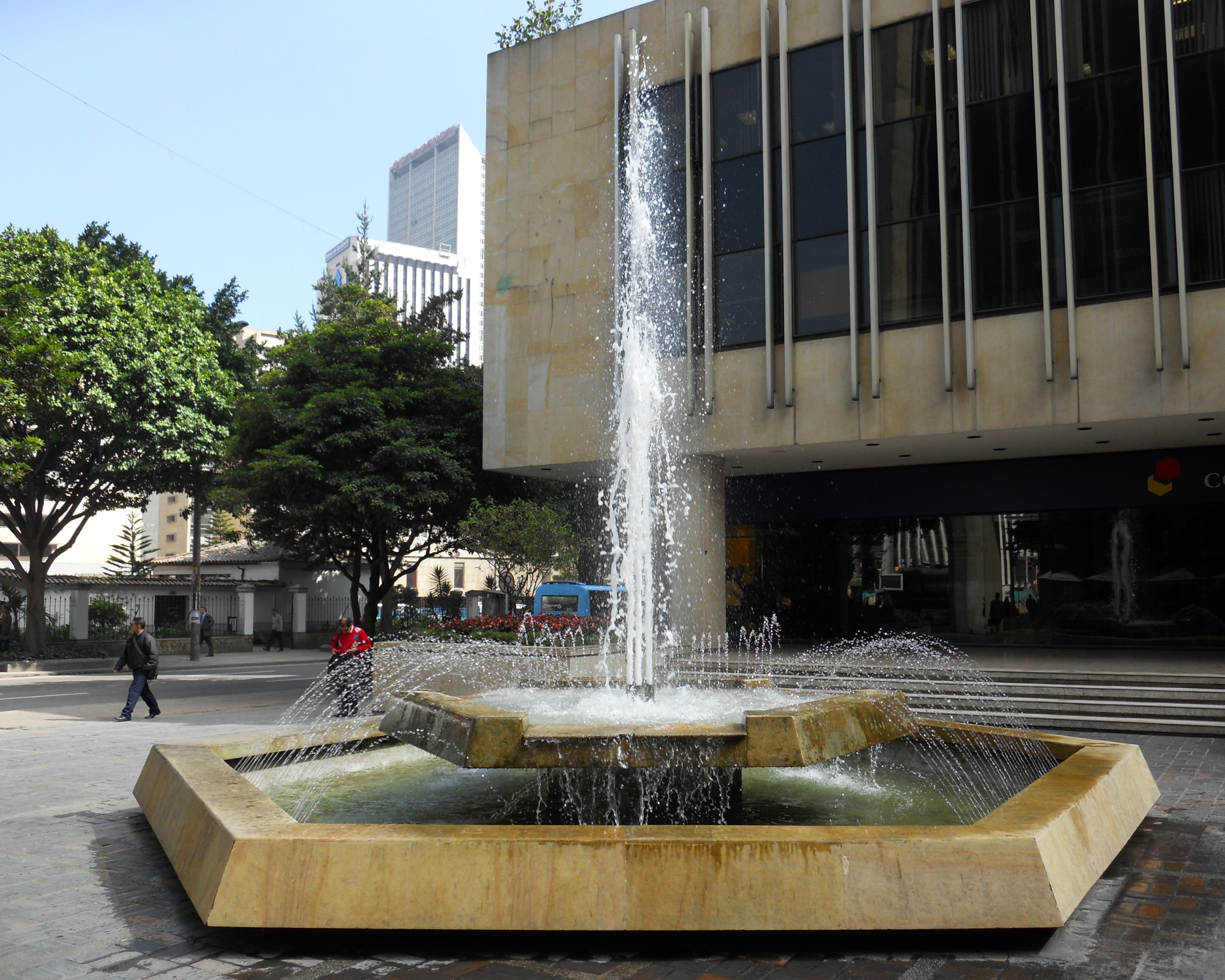
Fuente pentagonal en la planta baja
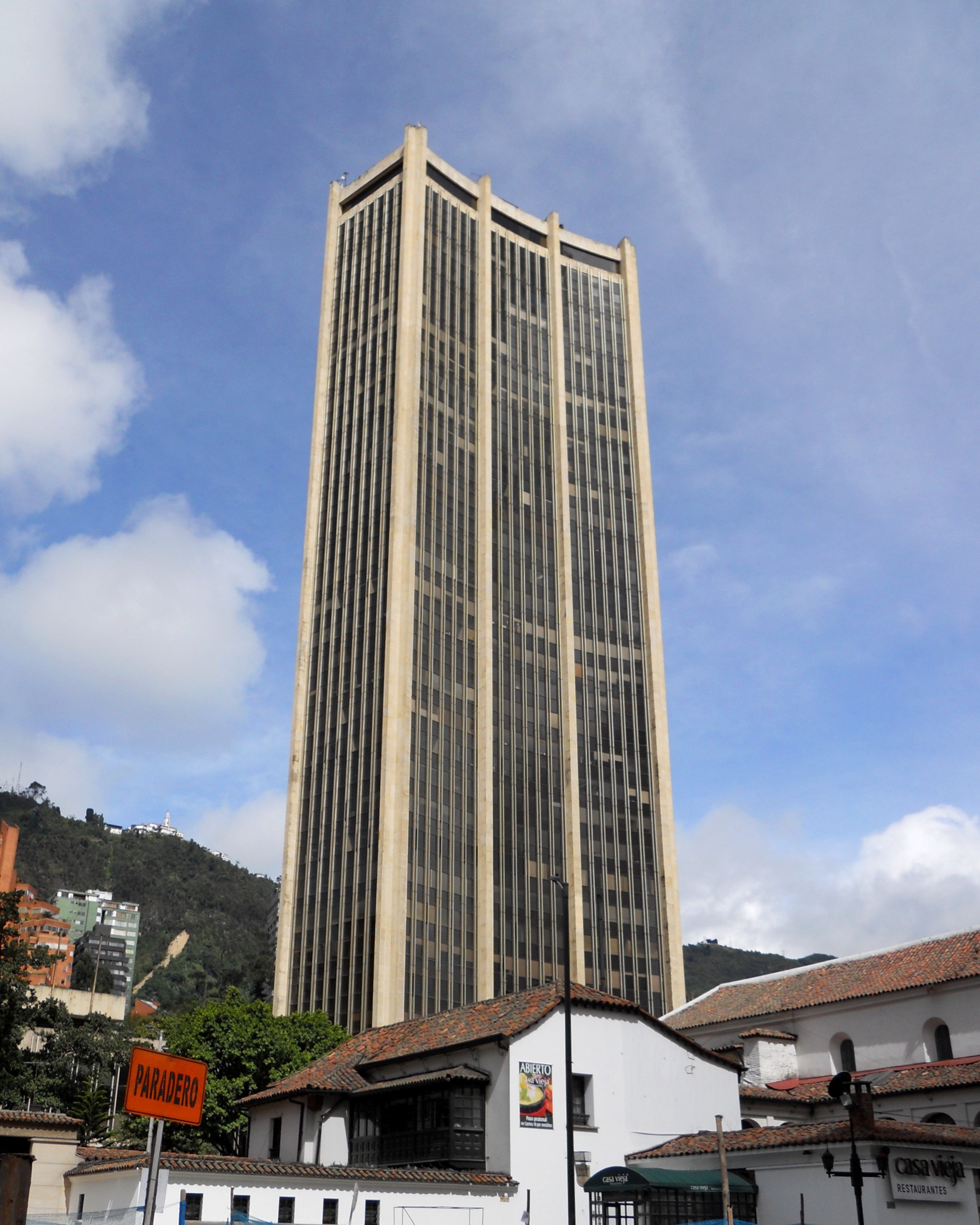
Desde la iglesia de San Diego
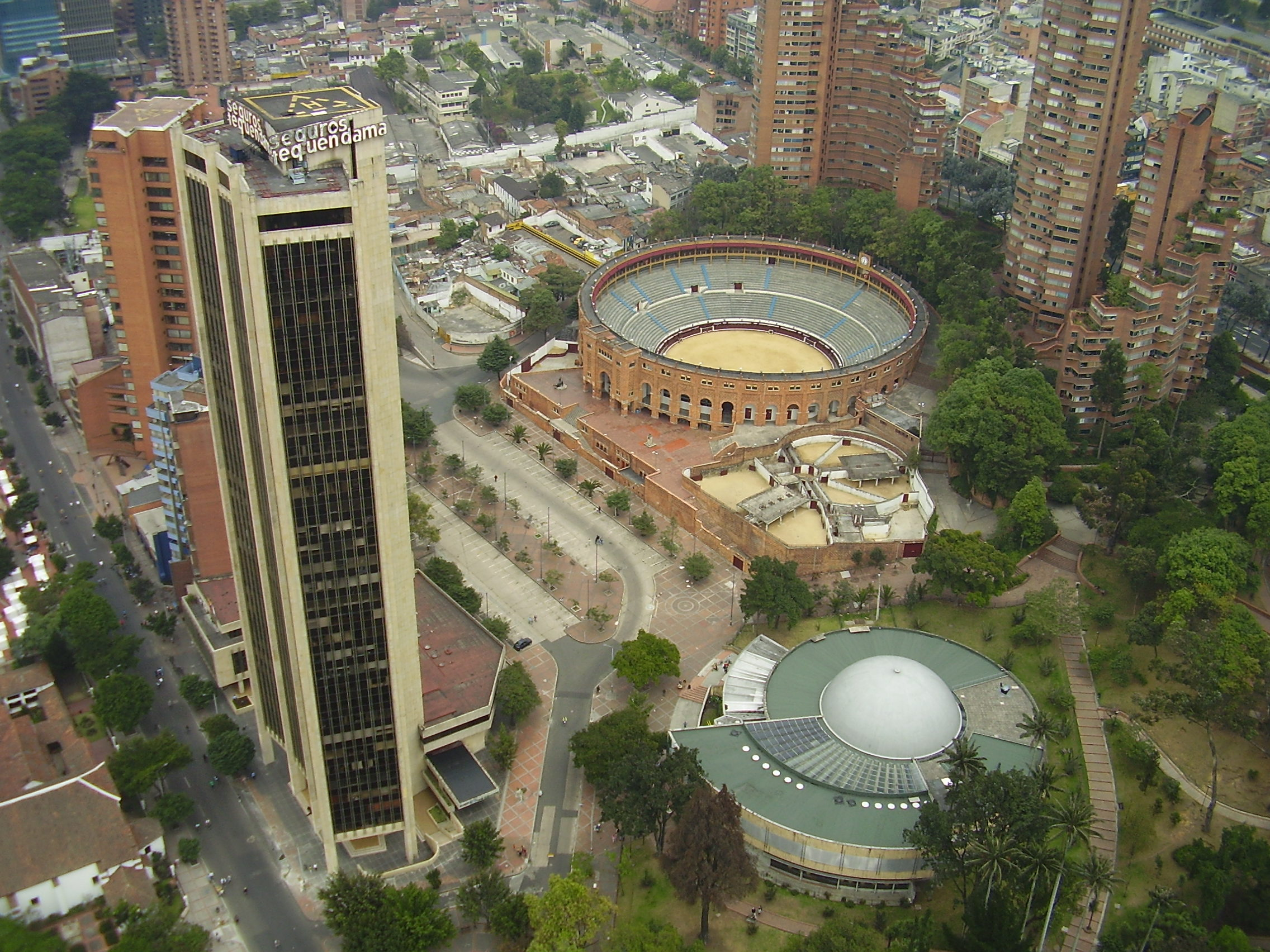
Vista desde la Torre Colpatria